# Octopus alpheus
Octopus alpheus är en bläckfiskart som beskrevs av Norman 1993. Octopus alpheus ingår i släktet Octopus och familjen Octopodidae. Inga underarter finns listade i Catalogue of Life.